# Karel Miljon
Karel Miljon est un boxeur néerlandais né le 17 septembre 1903 à Amsterdam et mort le 8 février 1984 à Bennebroek, Pays-Bas.

## Carrière
Il remporte la médaille de bronze aux Jeux d'Amsterdam en 1928 dans la catégorie mi-lourds. Après avoir battu Emil Johansson et Alfred Jackson, Miljon s'incline en demi-finale contre l'allemand Ernst Pistulla. Sa carrière amateur est également marquée par 11 titres de champion des Pays-Bas, une médaille d'argent aux championnats d'Europe à Berlin en 1927 et une autre de bronze à Stockholm en 1925.

## Palmarès

### Jeux olympiques
- Jeux olympiques de 1928 à Amsterdam[1] (poids mi-lourds)